# Kabinet-McKinley
Het kabinet–McKinley was de uitvoerende macht van de Amerikaanse overheid van 4 maart 1897 tot 14 september 1901. Voormalig gouverneur van Ohio William McKinley van de Republikeinse Partij werd gekozen als de 25e president van de Verenigde Staten na het winnen van de presidentsverkiezingen van 1896 over de kandidaat van de Democratische Partij voormalig Afgevaardigde uit Nebraska en politiek commentator William Jennings Bryan. McKinley werd herkozen voor een tweede termijn in 1900 na het wederom verslaan van de Democratische kandidaat William Jennings Bryan. Op 6 september 1901 raakte McKinley levensgevaarlijk gewond na een moord aanslag tijdens een bezoek aan de Pan-Amerikaanse tentoonstelling tijdens de Wereldtentoonstelling van 1901 in Buffalo, hij overleed uiteindelijk één week later op 14 september 1901 op 58-jarige leeftijd en werd opgevolgd door vicepresident Theodore Roosevelt.
| Nr.              | Functie(s) | Functie(s)                            | Ambtsbekleder       | Ambtsbekleder                   | Ambtstermijn      | Ambtstermijn      | Partij(en) |
| ---------------- | ---------- | ------------------------------------- | ------------------- | ------------------------------- | ----------------- | ----------------- | ---------- |
| 25               |            | President van de Verenigde Staten     | William McKinley    | William McKinley (1843–1901)    | 4 maart 1897      | 14 september 1901 | R          |
| 24               |            | Vicepresident van de Verenigde Staten | Garret Hobart       | Garret Hobart (1844–1899)       | 4 maart 1897      | 21 november 1899  | R          |
|                  |            | Vicepresident van de Verenigde Staten | Vacant              |                                 |                   |                   |            |
| 25               |            | Vicepresident van de Verenigde Staten | Theodore Roosevelt  | Theodore Roosevelt (1858–1919)  | 4 maart 1901      | 14 september 1901 | R          |
| Kabinet          |            |                                       |                     |                                 |                   |                   |            |
| Nr.              | Functie(s) | Functie(s)                            | Ambtsbekleder       | Ambtsbekleder                   | Ambtstermijn      | Ambtstermijn      | Partij(en) |
| 35               |            | Minister van Buitenlandse Zaken       | John Sherman        | John Sherman (1823–1900)        | 4 maart 1897      | 28 april 1898     | R          |
| 36               |            | Minister van Buitenlandse Zaken       | William Day         | William Day (1849–1923)         | 28 april 1898     | 16 september 1898 | R          |
| [ 5 ]            |            | Minister van Buitenlandse Zaken       | Alvey Adee          | Alvey Adee (1842–1924)          | 16 september 1898 | 30 september 1898 | O          |
| 37               |            | Minister van Buitenlandse Zaken       | John Hay            | John Hay (1838–1905)            | 30 september 1898 | 1 juli 1905       | R          |
| 42               |            | Minister van Financiën                | Lyman Gage          | Lyman Gage (1836–1927)          | 4 maart 1897      | 1 februari 1902   | R          |
| 40               |            | Minister van Oorlog                   | Russell Algert      | Russell Algert (1836–1907)      | 4 maart 1897      | 1 augustus 1899   | R          |
| 41               |            | Minister van Oorlog                   | Elihu Root          | Elihu Root (1845–1937)          | 1 augustus 1899   | 1 februari 1904   | R          |
| 34               |            | Minister van de Marine                | John Long           | John Long (1838–1915)           | 4 maart 1897      | 1 mei 1902        | R          |
| 42               |            | Minister van Justitie                 | Joseph McKenna      | Joseph McKenna (1843–1926)      | 4 maart 1897      | 25 januari 1898   | R          |
| 43               |            | Minister van Justitie                 | John Griggs         | John Griggs (1849–1927)         | 25 januari 1898   | 1 April 1901      | R          |
| 44               |            | Minister van Justitie                 | Philander Knox      | Philander Knox (1853–1921)      | 1 april 1901      | 1 juli 1904       | R          |
| 21               |            | Minister van Binnenlandse Zaken       | Cornelius Bliss     | Cornelius Bliss (1833–1911)     | 4 maart 1897      | 20 februari 1899  | R          |
| 22               |            | Minister van Binnenlandse Zaken       | Ethan Hitchcock     | Ethan Hitchcock (1835–1909)     | 20 februari 1899  | 4 maart 1907      | R          |
| 4                |            | Minister van Landbouw                 | Jim Wilson          | Jim Wilson (1835–1920)          | 4 maart 1897      | 4 maart 1913      | R          |
| 38               |            | Minister van Posterijen               | James Gary          | James Gary (1833–1920)          | 4 maart 1897      | 20 april 1898     | R          |
| 39               |            | Minister van Posterijen               | Charles Smith       | Charles Smith (1842–1908)       | 20 april 1898     | 8 januari 1902    | R          |
| Executive Office |            |                                       |                     |                                 |                   |                   |            |
| Nr.              | Functie(s) | Functie(s)                            | Ambtsbekleder       | Ambtsbekleder                   | Ambtstermijn      | Ambtstermijn      | Partij(en) |
|                  |            | Secretaris van de president           | John Addison Porter | John Addison Porter (1856–1900) | 4 maart 1897      | 1 mei 1900        | R          |
|                  |            | Secretaris van de president           | George Cortelyou    | George Cortelyou (1862–1940)    | 1 mei 1900        | 18 februari 1903  | R          |

Washington ·
J. Adams ·
Jefferson ·
Madison ·
Monroe ·
J.Q. Adams ·
Jackson ·
Van Buren ·
W.H. Harrison ·
Tyler ·
Polk ·
Taylor ·
Fillmore ·
Pierce ·
Buchanan ·
Lincoln ·
A. Johnson ·
Grant ·
Hayes ·
Garfield ·
Arthur ·
Cleveland I ·
B. Harrison ·
Cleveland II ·
McKinley ·
T. Roosevelt ·
Taft ·
Wilson ·
Harding ·
Coolidge ·
Hoover ·
F.D. Roosevelt ·
Truman ·
Eisenhower ·
Kennedy ·
L.B. Johnson ·
Nixon ·
Ford ·
Carter ·
Reagan ·
G.H.W. Bush ·
Clinton ·
G.W. Bush ·
Obama ·
Trump I ·
Biden ·
Trump II